# Relaciones Suecia-Uruguay
Las relaciones Suecia-Uruguay son las relaciones exteriores entre la Suecia y Uruguay. Suecia tiene un consulado en Montevideo; El embajador sueco en Buenos Aires es concurrente a Uruguay.  Uruguay tiene una embajada en Estocolmo, siendo el embajador concurrente de Noruega, Dinamarca, Finlandia, Letonia y Estonia.
Suecia fue un importante refugio para los exiliados uruguayos durante la dictadura cívico-militar (1973-1985); hay varios uruguayos que todavía viven en Suecia.

## Visitas de Estado
En octubre de 2011, el presidente uruguayo José Mujica realizó una visita oficial a Suecia.